# Neoamphorophora
Neoamphorophora  (лат.) — род тлей из подсемейства Aphidinae (Macrosiphini). 2 вида. Голарктика (США, Канада и Европа). Длина 1,6 — 2,8 мм. Питаются на кальмии узколистной Kalmia angustifolia (вид Neoamphorophora kalmiae) и на багульнике болотном (Rhododendron (=Ledum) palustre) (вид Neoamphorophora ledi). От близкого рода Wahlgreniella отличаются более короткими усиками
.
- Neoamphorophora kalmiae Mason, 1924 — США, Канада
- Neoamphorophora ledi (Wahlgren, 1938) — Европа